# Friedrich Hustedt
Friedrich Hustedt (1886 - 1968) fue un profesor de botánica alemán, conocido por su sistemática investigación de las diatomeas.
Nació y se crio en Bremen, Alemania. Enseñó en la escuela durante 32 años, en 1924, se convirtió en el director de la escuela en Hauffstraße de Bremen. Hustedt inicialmente mostró su interés en las diatomeas como un pasatiempo, pero su posición en la comunidad científica creció rápidamente; por lo tanto, en 1939 dejó la escuela para estudiar las diatomeas a tiempo completo. Describió más de 2.000 taxones de diatomeas y, finalmente amasó la colección de diatomeas privada más grande del mundo que se encuentra actualmente en el Instituto Alfred Wegener de Investigación Polar y Marina en Bremerhaven, Alemania.
- La abreviatura «Hust.» se emplea para indicar a Friedrich Hustedt como autoridad en la descripción y clasificación científica de los vegetales.[3]